# Magyar Karszt- és Barlangkutató Társulat

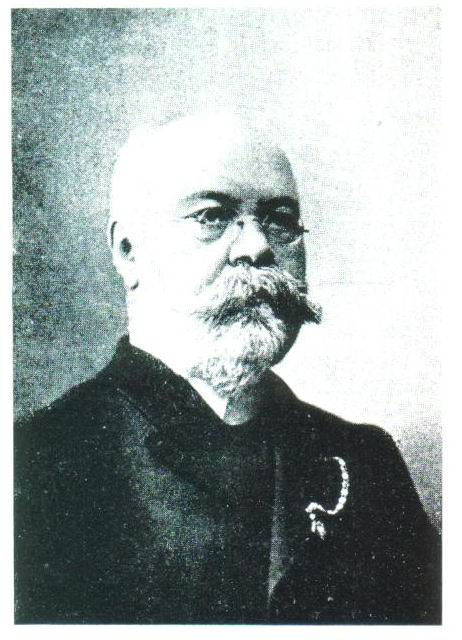
Siegmeth Károly (1845–1912)

A Magyar Karszt- és Barlangkutató Társulat (rövidítve MKBT) a magyar barlangkutatás 1910-ben alakult szervezete. Célja a magyarországi barlangok feltárása, nyilvántartásba vétele és sokoldalú dokumentálása. A mai formájában profilbővítéssel, 1958-ban alakult újjá. 1970 óta a Műszaki és Természettudományi Egyesületek Szövetségének (MTESZ) tagja. 1998 óta kiemelten közhasznú társaság. A tagjainak a száma majdnem eléri a 600-at.[mikor?]

## Megalakulása
A Magyarhoni Földtani Társulat választmánya 1909. november 5-i ülésén elhatározta, hogy „barlangkutató bizottságot alakít, s e bizottság számára a kormány támogatását igyekszik megnyerni". A választmány 1910. január 5-i ülésén „Lóczy Lajos azt az indítványt tette, hogy a Társulat mindazon tagjai, akik a barlangok iránt különösen érdeklődnek, a Társulat kebelében bizottsággá tömörüljenek, dolgozzanak ki egy munkatervezetet, és egyesült erővel lássanak hozzá a hazai barlangok szakszerű kutatásához". 1910. január 28-án sor kerülhetett a Magyarhoni Földtani Társulat Barlangkutató Bizottságának a megalakuló értekezletére. Az elnök Siegmeth Károly nyugalmazott MÁV-igazgató, az alelnök Jordán Károly a Földrengési Intézet igazgatója és az előadó Kadić Ottokár geológus volt.
Az elnök felkérésére Kadić ismertette a bizottság kifejtendő tevékenységére vonatkozó javaslatait. A legsürgősebb teendők között barlangbibliográfia, barlangkatalógus (barlangkataszter) és térkép összeállítását, a szakcikkek és az ismertető cikkek, a különlenyomatok és a diapozitívek széles körű terjesztését, egy Buda környéki barlang mintaszerű átkutatását és az Aggteleki-barlang rendszeres kutatásának a megkezdését sorolta fel.
A Magyarhoni Földtani Társulat választmánya 1910. február 3-i ülésén a barlangkutató bizottság jelentését egy kis változtatással tudomásul vette és 400 korona segélyt szavazott meg a bizottságnak. 1910. február 10-én tartotta a közgyűlését a Magyarhoni Földtani Társulat, ahol határozattá emelte a társulaton belül a barlangkutató bizottság megalakítását.

## 1914-ig

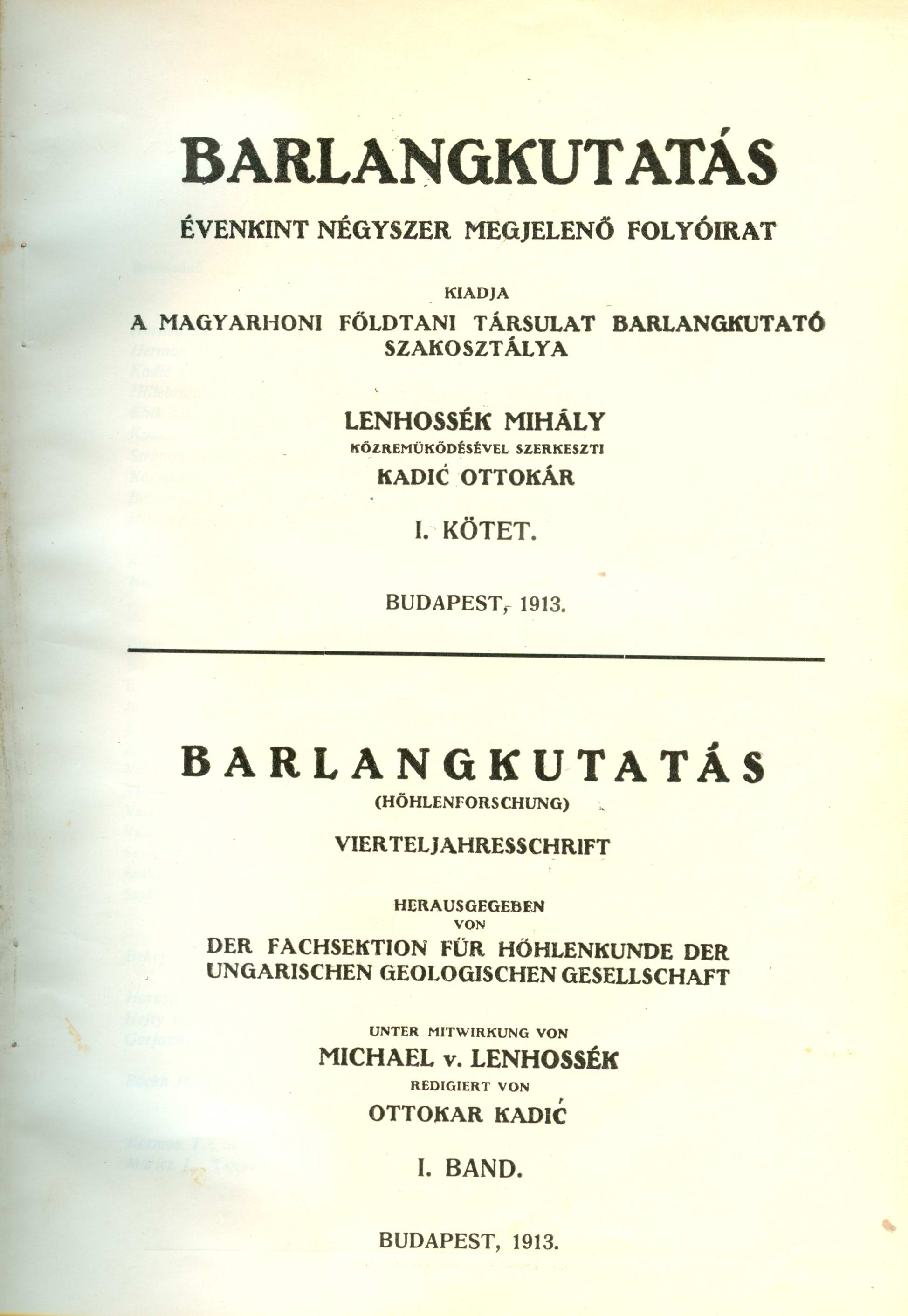
A Barlangkutatás címlapja

A Földtani Közlöny következő számának a végén, annak önálló rovataként, vagy függelékeként beindult a magyar szpeleológusok első, rendszeresen megjelenő periodikája a Közlemények a Magyarhoni Földtani Társulat Barlangkutató Bizottságából. 1910-ben megválasztja első tiszteleti tagjait a bizottság. Herman Ottót, a nagy magyar természettudóst, a nagyszabású, szervezett barlangkutatások kezdeményezőjét, valamint a szervezet megalakulásában jelentős szerepet játszó Schafarzik Ferencet, id. Lóczy Lajost és Szontagh Tamást is megválasztják tiszteleti tagjukul. 1913. február 20-án megalakult a Magyarhoni Földtani Társulat Barlangkutató Szakosztálya. Az elnök Lenhossék Mihály, (Siegmeth Károly időközben elhunyt), az alelnök Bella Lajos, a titkár Kadić Ottokár volt. A választmány tagjai Bekey Imre Gábor, Hillebrand Jenő, Horusitzky Henrik, Kormos Tivadar, Strömpl Gábor és Varga György voltak. A társulat március 5-i választmányi ülése a szakosztály megalakulását jóváhagyta. 1913 márciusában megjelent a szakosztály kétnyelvű (magyar-német) folyóiratának, a Barlangkutatásnak az első száma, ezzel egyidejűleg a Földtani Közlöny függelékeként megjelent Közlemények a Magyarhoni Földtani Társulat Barlangkutató Bizottságából publikálása megszűnt. 1914-ben Horusitzky Henrik és Siegmeth Károly munkájaként megjelent az első magyar barlangtani bibliográfia.

## 1914–1945
Az első világháború egyre inkább lefékezte a barlangkutató tevékenységet. A vesztett háborút követő gazdasági nehézségek éveiben a Barlangkutatás megjelenése is szünetelt egy ideig. A szakosztály több aktív, vezető tagja a Tanácsköztársaság idején kiállt a kommunista diktatúra mellett, és szerepet vállalt a tanácshatalom szerveiben, ezeknek a Horthy korszak alatti kényszerű visszahúzódása is csökkentette a szakosztály munkájának a háború utáni fellendülését. Közben újabb turista barlangkutató szakosztályok és csoportok szerveződtek, többek között a Pannónia Turista Egyesületben, a Budapesti Egyetemi Turista Egyesületben (BETE) és a Természetbarátok Turista Egyesületében (TTE). 1926. február 20-án megalakult az önálló Magyar Barlangkutató Társulat. Az ügyvezető elnök Cholnoky Jenő egyetemi tanár, a főtitkár Kadić Ottokár főgeológus volt. A társulat folytatta a tudományos évkönyv jellegű, kétnyelvű Barlangkutatás kiadását, és mellette beindította egy negyedéves, népszerűbb folyóirat, a Barlangvilág megjelenését. 1927-ben már Magyarországon szervezték meg nagy sikerrel a magyar-osztrák-német barlangkutató szakemberek nemzetközi találkozóját és konferenciáját. A következő években jelentős barlangfeltárási sikerek születtek, és figyelemre méltó tudományos eredményeket ért el a magyar szpeleológia. A második világháború idején visszaesett a magyar barlangkutatás, a feltáró és a tudományos munka egyaránt.

## 1945–1958
A háború után feloszlatták a megszállás előtti szervezeteket, egyesületeket, társaságokat, köztük a Magyar Barlangkutató Társulatot is. Az újjászervezésére csak több, mint egy évtizeddel később került sor. Közben sorra újjászerveződtek a turista barlangkutatók csoportjai, és újabb feltárási sikereket értek el a BETE (ma BEAC), a TTE (ma Meteor) és más barlangkutató csoportok. A társulat hiányában a magyar szpeleológia szakmai-tudományos eredményeinek összefogására régi anyaegyesületükben, a Magyarhoni Földtani Társulatban, 1952-ben újra megszervezték a barlangkutató szakosztályt mint a Magyar Barlangkutató Társulat jogutódját. Még ugyanez év végén karsztkutató bizottság alakult a Magyar Földrajzi Társaságon belül. 1955-ben a két szervezet karszt- és barlangkutató szakosztály néven egyesült, és tevékenységét a Magyar Földrajzi Társaság keretében folytatta. Ugyanebben az évben központi karszthidrológiai és barlangkutató bizottság alakult a Magyar Hidrológiai Társaság keretében is. Az 1950-es évek jelentős feltáró kutatási és szakmai-tudományos eredményei nyomán több irányból is felmerült az igény a magyar karszt- és barlangkutatók egységes és önálló egyesületének újjászervezésére.

## Újjáalakulásától napjainkig
1958. december 16-án alakult újjá Magyar Karszt- és Barlangkutató Társulat néven a fenti szervezetek egyesülése révén a magyar szpeleológusok szakmai tudományos szervezete a Nehézipari Minisztérium felügyelete alatt. Az elnökévé Dudich Endre akadémikus egyetemi tanárt választották. Az újjászervezett társulat, amint a neve is jelzi, nem korlátozza a szakmai tevékenységét a barlangokra, hanem kiterjeszti azt a karsztok minden vonatkozású kutatására is.
Az újjászervezett társulat a Magyarhoni Földtani Társulatban 1910-ben megalakult barlangkutató bizottság, majd az annak munkáját 1913-ban folytató barlangkutató szakosztály, valamint az 1926-ban alakult Magyar Barlangkutató Társulat szakmai utódja, és ennek megfelelően vállalta az MBT két folyóiratának a folytatását is, az évkönyv jellegű, többnyelvű Barlangkutatás utódjaként elindították a Karszt- és Barlangkutatás című évkönyv sorozatot, a népszerű Barlangvilág helyett az évenként két félévben megjelenő, dúsan illusztrált Karszt és Barlang című folyóiratot.
Az újjászervezett társulat keretében újból sorra kerültek az újabb eredményeket közzétevő és megvitató szakülések, megszerveződtek a szakbizottságok, majd a szakosztályok, kapcsolat épült ki a hatóságokkal, a turistaszervezetekkel, a külföldi szpeleológus szervezetekkel, részt vettek a Nemzetközi Szpeleológiai Unió megalakításában, megszervezték a magyar Barlangi Mentőszolgálatot, részt vettek számos külföldi barlangtani konferencián, és Magyarországon is sikerrel szerveztek ilyeneket.
1967-ben váratlanul válságos helyzetbe került a társulat. A Nehézipari Minisztérium hivatalosan jelezte, hogy nem vállalja tovább társadalmi szervezetek felügyeletét. A társulat pezsgő tevékenységét így átmenetileg korlátozni kellett, rendezvényeik, szaküléseik egy ideig szüneteltek.
A folytonosságot a kiadványaik megjelenése biztosította, míg hosszas tárgyalások után a MTESZ (a Műszaki és Természettudományi Egyesületek Szövetsége) 1970. február 26-án tartott közgyűlésén teljes jogú tagegyesületként felvette a társulatot a maga keretébe, azzal a korlátozással, hogy a társulat operatív tevékenységgel nem foglalkozhat. A társulat fennmaradásában és a helyzetének a rendezésében a legáldozatosabb munkát Papp Ferenc professzor, a társulat akkori társelnöke végezte. 1972-ben az első nemzetközi Barlangterápiai Szimpóziumot, Magyarországon tartották.
Ezt további sikeres, változatos tematikájú nemzetközi konferenciák követték. Ezek elismeréseként társulatunk rendezte meg a 10. Nemzetközi Barlangtani Világkongresszust 1989-ben, ami rendkívül pozitív nemzetközi visszhangot váltott ki. Az ezt követő rendezvények sorában említésre méltó az Idegenforgalmi Barlangok Nemzetközi Találkozója (1996), a Barlangok a városok alatt nevű (1998) konferencia, amelynek Budapest, a barlangok és termálfürdők városa adott otthont, valamint a 2000-ben, témáját illetően a világon elsőként megrendezett Barlangvilágítás című konferencia. 1998 óta kiemelten közhasznú társaság.

## Tevékenységük és feladataik
Hazánkban, a világon szinte egyedülálló módon a barlangok a feltárásuk pillanatától természetvédelmi oltalom alatt álló értékek. Jelenleg csaknem 4000 az ismert (feltárt) barlangok száma és a hosszúságuk eléri a 230 kilométert. Ennek a jelentős hossznak mintegy 60–70%-át a társulat tagjai társadalmi munkával tárták fel.
Fő feladataik a következők:
- a hazai karsztterületek és barlangok feltárása, kutatása, dokumentálása,
- a magyar barlangkutatók tevékenységének összefogása, koordinálása,
- a karszt- és barlangkutatás oktatási rendszerének működtetése, szakirányú kiadványok megjelentetése,
- a barlangok védelmének a megszervezése, együttműködve a természetvédelmi hatóságokkal,
- az aktív természetvédelem a magyar karsztterületek érdekében,
- egy szakkönyvtár kialakítása a hazai és a nemzetközi karszt- és barlangkutatás eredményeinek gyűjtésével.

## Kapcsolataik és kiadványaik
A tevékenységüket a Környezetvédelmi Minisztérium Természetvédelmi Hivatalával és annak irányítása alatt működő nemzeti parkokkal és természetvédelmi igazgatóságokkal együttműködve végzik. A kutatási eredményeket az általuk kiadott Karszt és Barlang, illetve a Karszt- és Barlangkutatás című folyóiratokban, valamint térképeken és konferencia kiadványokban adják közre. Van még egy rendszeresen megjelenő kiadványuk, az MKBT Tájékoztató (korábban MKBT Műsorfüzet). Ez egy A/5 formátumú kiadvány, minden páratlan hónap elején jelenik meg. Tartalmazza a társulat és a társszervezetek, a szakhatóságok hivatalos közleményeit, rövid beszámolókat és híreket a kutatási és a bejárási eredményekről, a rendezvényekről.

## Kapcsolódó szócikk
- Cholnoky Jenő Karszt- és Barlangkutatási Pályázat